# Orsini-Rosenberg

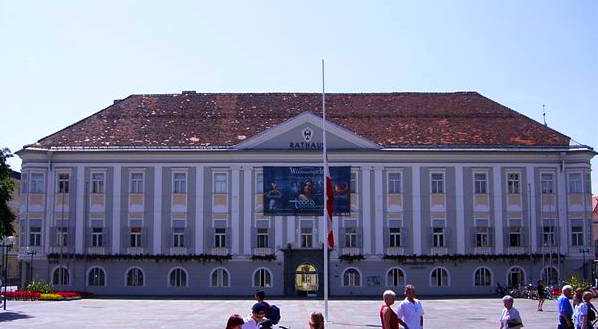
Het voormalige Rosenberg-paleis, tegenwoordig stadhuis van Klagenfurt.

Orsini-Rosenberg (ook Ursin-Rosenberg) is de naam van een hoogadellijke familie, die gevestigd was in Karinthië en Stiermarken. Dit geslacht was afkomstig van de heeren Von Graben uit het Huis der Meinhardijnen.
Op 2 augustus 1633 werd de heer van Rosenberg verheven tot vrijheer van het Heilige Roomse Rijk en vrijheer van Lerchenau, heer van Magereckh en Grafenstein. Reeds op 6 oktober 1648 volgde de verheffing in de Oostenrijkse gravenstand. Sinds 1 juni 1660 is de graaf erfelijk groot-hofmeester in het hertogdom Karinthië. 
Op 29 mei 1681 werd de graaf verheven tot rijksgraaf, waarna hij op 31 juli 1683 werd toegelaten tot de bank van Frankische rijksgraven in de Rijksdag. Omdat de graaf geen rijksonmiddellijk graafschap bezat, had hij de status van personalist. Sinds 6 juli 1684 mocht de graaf de titels graaf van Orsini en Rosenberg voeren. De nieuwe titel was gebaseerd op de onbewezen afstamming van het Italiaanse huis Orsini. Op 9 oktober 1790 werd de graaf verheven tot rijksvorst.